# La Panthère rose à la pêche
Pour plus de détails, voir Fiche technique et Distribution.
La Panthère rose à la pêche (Reel Pink en anglais) est un cartoon réalisé par Hawley Pratt et sorti dans les salles de cinéma le 16 novembre 1965, mettant en scène La Panthère rose.

## Résumé
La Panthère rose part pêcher et achète six vers comme hameçons mais l'un d'entre eux refuse de participer et va tout faire pour saboter la pêche de notre Panthère.

## Fiche
- Titre original : Reel Pink
- Titre français : La Panthère rose à la pêche
- Réalisation : Hawley Pratt
- Scénario : non crédité
- Thème musical : Henry Mancini
- Musique : William Lava
- Animation : Norm McCabe, Laverne Harding, Don Williams et Manny Perez
- Peintre décorateur : Dick Ung
- Décors : Tom O'Loughlin
- Montage : Lee Gunther
- Producteur superviseur : Bill Orcutt
- Producteurs : David H. DePatie et Friz Freleng
- Production : Mirisch-Geoffrey-DePatie Freleng Production
- Distribution : United Artists (1965) (cinéma) (USA)
- Durée : 7 minutes
- Format : 1,37 :1
- Son : mono
- Couleurs, 35 mm (De Luxe)
- Langue : anglais
- Pays : États-Unis
- Sortie : 16 novembre 1965

## Sortie vidéo
- Le cartoon est disponible dans le premier disque de la collection DVD La Panthère rose: Les cartoons